# HD 199475
HD 199475，又名CP-68 3398，SAO 254918、HR 8019，是一颗恒星，视星等为6.37，位于銀經325.99，銀緯-36.94，其B1900.0坐标为赤經20h 52m 18.9s，赤緯-68° -36.94′ 53″。